# Resolutie 98 Veiligheidsraad Verenigde Naties
Resolutie 98 van de Veiligheidsraad van de Verenigde Naties was de tweede en laatste resolutie van de Veiligheidsraad in 1952. Ze werd aangenomen met negen stemmen tegen geen. Enkel de Sovjet-Unie onthield zich en Pakistan nam niet deel aan de stemming. De resolutie drong er bij India en Pakistan op aan te onderhandelen over het aantal troepen dat beiden in Kasjmir mochten behouden na de demilitarisatie van het gebied.

## Achtergrond
Een volksraadpleging moest uitmaken of Kasjmir bij India of bij Pakistan zou aansluiten. Alvorens dat kon doorgaan moest het gebied gedemilitariseerd worden. Een VN-vertegenwoordiger stelde hiervoor een plan op.

## Inhoud
De Veiligheidsraad herinnerde aan resolutie 91, resolutie 96 en de beslissing van 30 april 1951. Er werd ook aan herinnerd dat India en Pakistan akkoord gingen om met een volksraadpleging uit te maken of Kasjmir bij India of Pakistan zou aansluiten.
De Veiligheidsraad had het derde (22 april) en vierde (16 september) rapport van de VN-Vertegenwoordiger voor India en Pakistan ontvangen. De algemene principes van de VN-vertegenwoordiger om een akkoord tot stand te brengen werden gesteund. De Veiligheidsraad merkte met dank op dat India en Pakistan op twee paragrafen na diens twaalfpuntenvoorstel aanvaardden. Verder werd opgemerkt dat een akkoord over een demilitarisatieplan niet bereikt kon worden, omdat India en Pakistan niet akkoord gingen met paragraaf °7 van het twaalfpuntenvoorstel.
Er werd aangedrongen op onmiddellijke onderhandelingen tussen India en Pakistan over het aantal troepen dat na de demilitarisatie aan elke kant van de bestandslijn mocht blijven. Aan Pakistaanse zijde moest dit tussen 3000 en 6000 zijn, aan Indische zijde tussen de 12.000 en 18.000.
De VN-vertegenwoordiger werd bedankt voor zijn inspanningen om een akkoord te bereiken en de Veiligheidsraad vroeg hem dit te blijven doen. India en Pakistan werden gevraagd binnen de dertig dagen te rapporteren. De VN-vertegenwoordiger werd verzocht de Veiligheidsraad op de hoogte te houden van enige vooruitgang.
Lijst ·  97 ·  98